# Forclusió
La forclusió és un concepte elaborat per Jacques Lacan per a designar un mecanisme específic de la psicosi pel qual es produeix el rebuig d'un significant fonamental, expulsat fora de l'univers simbòlic del subjecte. Quan es produeix aquest rebuig, el significant és forclòs No és part integrant de l'inconscient, com en la repressió, i torna de forma al·lucinatòria en el real del subjecte.
Per bé que se sol emprar la traducció directa del francès "forclusion", en realitat aquest terme és un concepte provinent del dret que en català s'hauria de traduir com a "preclusió".